# Macroscapha
Macroscapha is een geslacht van kreeftachtigen uit de klasse van de Ostracoda (mosselkreeftjes).

## Soorten
- Macroscapha atlantica Maddocks, 1990
- Macroscapha cactus Brandão, 2010
- Macroscapha falcis Brandão, 2010
- Macroscapha gyreae Maddocks, 1990
- Macroscapha heroica Maddocks, 1990
- Macroscapha inaequalis (Mueller, 1908) Maddocks, 1990
- Macroscapha inaequata Maddocks, 1990
- Macroscapha jiangi Maddocks, 1990
- Macroscapha limburgensis (Veen, 1936k) Herrig, 1994 †
- Macroscapha marchilensis (Hartmann, 1965) Maddocks, 1990
- Macroscapha opaca Maddocks, 1990
- Macroscapha procera Jellinek & Swanson, 2003
- Macroscapha rehmi Brandão, 2010
- Macroscapha scotia Brandão, 2010
- Macroscapha sinuata Maddocks, 1990
- Macroscapha solecavai Brandão, 2010
- Macroscapha subhemispherica Brandão, 2010
- Macroscapha turbida (Mueller, 1908) Maddocks, 1990
- Macroscapha walterae Brandão, 2010